# Капілярне просочування пласта
Капілярне просочування пласта (рос. капиллярная пропитка пласта; англ. capillary imbibition; нім. Kapillartränkung f) – процес самовільного витіснення 
рідини або газу із пористого середовища іншою незмішуючою рідиною під дією капілярних сил. Відіграє суттєву роль при витісненні нафти і газу із неоднорідних пористих і тріщинувато-пористих колекторів. Основні фактори, які визначають капілярне просочування пласта: літологічний склад і петрофізичні характеристики породи, а також фізико-хімічні характеристики рідин у пластових умовах.